# Структура Сухопутних військ України

Емблема Сухопутних військ України

Оперативні командування СВ ЗСУ
Оперативне командування «Захід»
Оперативне командування «Північ»
Оперативне командування «Схід»
Оперативне командування «Південь»
Крим

Сухопутні війська України підпорядковані командуванню Сухопутних військ Збройних Сил України. Сухопутна територія України поділена на чотири військово-сухопутні зони, які є районами відповідальності оперативних командувань «Захід», «Північ», «Схід» і «Південь» та окремий військово-сухопутний район. Також військові частини поділяються за родами військ.

## Оперативні командування
- Командування Сухопутних військ України (в/ч А0105 м. Київ)

### Оперативне командування «Захід»

Емблема ОК «Захід»

Зона відповідальності: Волинська, Закарпатська, Івано-Франківська, Львівська, Рівненська, Тернопільська, Хмельницька, Чернівецька області.
Штаб командування у м. Рівне (в/ч А0796).
- 10 окрема гірсько-штурмова бригада В3950, м. Коломия Івано-Франківської області
- 14 окрема механізована бригада А2331, м. Володимир Волинської області
- 24 окрема механізована бригада А0998, м. Яворів Львівської області
- 128 окрема гірсько-штурмова бригада А1556, А1778, м. Мукачево Закарпатської області, м. Ужгород
- 44 окрема артилерійська бригада В1428, м. Тернопіль
- 39 зенітний ракетний полк А2892, м. Володимир Волинської області
- 130 окремий розвідувальний батальйон В0798, м. Рівне
- 146 командно-розвідувальний центр
- Регіональний центр радіоелектронної розвідки «Захід» (А0508 м. Броди)
  - 71 маневрений центр РЕР (А2042 м. Ковель)
  - 84 окремий центр РЕР (А1567 м. Виноградів)
  - 99 окремий центр РЕР (А0753 с. Серебрія)
- 55 окремий полк зв'язку А1671, м. Рівне
- 346 інформаційно-телекомунікаційний вузол
- 703 окремий полк оперативного забезпечення А3817, м. Самбір Львівської області
- 146 окремий ремонтно-відновлювальний полк
- 201 окрема рота радіоелектронної боротьби
- 436 окремий вузол радіоелектронної боротьби
- 111 розрахунково-аналітична станція
- 224 окремий автомобільний батальйон
- 182 окремий батальйон матеріального забезпечення
- 233 центр підготовки підрозділів (А4152 с. Мала Любаша)
- 394 окремий батальйон охорони та обслуговування (м. Рівне)
- інші спеціальні частини та частини забезпечення
- військові комісаріати

### Оперативне командування «Північ»

Емблема ОК «Північ»

Зона відповідальності: Житомирська, Київська, Полтавська, Сумська, Черкаська, Чернігівська області та м. Київ.
Штаб командування у м. Чернігів (в/ч А4583).
- 1 окрема бригада спеціального призначення ім. Івана Богуна
- 1 окрема танкова бригада А1815, смт Гончарівське Чернігівської області
- 30 окрема механізована бригада А0409, м. Звягель Житомирської області
- 58 окрема мотопіхотна бригада В0425, м. Суми, м. Конотоп, м. Глухів Сумської області
- 61 окрема механізована бригада, Житомирська область
- 72 окрема механізована бригада А2167, м. Біла Церква Київської області
- 26 окрема артилерійська бригада А3091, м. Бердичів Житомирської області
- 1129 зенітний ракетний полк А1232, м. Біла Церква Київської області
- 54 окремий розвідувальний батальйон А2076, м. Звягель Житомирської області
- 90 командно-розвідувальний центр
- Регіональний центр радіоелектронної розвідки «Північ» (А2622 м. Чернігів)
  - 121 маневрений центр РЕР (А1783 м. Чернігів)
  - 122 окремий центр РЕР (А1993 м. Чугуїв)
- 5 окремий полк зв'язку А2995, м. Чернігів
- 367 інформаційно-телекомунікаційний вузол А2984, м. Чернігів
- 12 окремий полк оперативного забезпечення А3814, м. Звягель Житомирської області
- 50 окремий ремонтно-відновлювальний полк А1586, смт. Гуйва Житомирської області
- 20 окремий батальйон радіоелектронної боротьби (А1262 м. Житомир)
- 107 розрахунково-аналітична станція
- 125 топографічна частина
- 226 окремий автомобільний батальйон А2927, м. Бердичів Житомирської області
- 134 окремий батальйон охорони і обслуговування (А1624 м. Чернігів)
- 181 окремий батальйон матеріального забезпечення А2925, м. Звягель Житомирської області
- інші спеціальні частини та частини забезпечення
- військові комісаріати

### Оперативне командування «Південь»

Емблема ОК «Південь»

Зона відповідальності: Вінницька, Кіровоградська, Миколаївська, Одеська, Херсонська області.
Штаб командування у м.Одеса (в/ч А2393).
- 28 окрема механізована бригада А0666, смт Чорноморське Одеської області
- 56 окрема мотопіхотна бригада В2095, смт Мирне Мелітопольського району Запорізької області
- 57 окрема мотопіхотна бригада В4543, м. Кропивницький
- 59 окрема мотопіхотна бригада В4050, м. Гайсин Вінницької області
- 40 окрема артилерійська бригада В3500, м. Первомайськ Миколаївської області
- 38 зенітний ракетний полк А3880, смт. Новомиколаївка
- 131 окремий розвідувальний батальйон В1109, с. Гущенці Вінницької області
- 91 командно-розвідувальний центр
- Регіональний центр радіоелектронної розвідки «Південь» (А3438 с. Красносілка)
  - 78 окремий центр РЕР (А2395 м. Балта)
  - 79 окремий центр РЕР (А2412 м. Рені)
  - 82 маневрений центр РЕР (А2444 с. Красносілка)
- 7 окремий полк зв'язку А3783, м. Одеса
- 64 інформаційно-телекомунікаційний вузол А1283, м. Одеса
- 16 окремий полк оперативного забезпечення
- 31 окремий ремонтно-відновлювальний полк
- 23 окрема рота радіоелектронної боротьби
- 108 розрахунково-аналітична станція
- 225 окремий автомобільний батальйон А3269, м. Балта Одеської області
- 363 окремий батальйон охорони і обслуговування А1785, м. Одеса
- 183 окремий батальйон матеріального забезпечення А1559, м. Балта Одеської області
- 235 міжвидовий центр підготовки військових частин та підрозділів «Широкий лан»
- 241 загальновійськовий полігон «Олешківські піски» (в/ч А2407 с. Раденськ, Херсонська область)[2][3][4][5][6][7]
- інші спеціальні частини та частини забезпечення
- військові комісаріати

### Оперативне командування «Схід»

Емблема ОК «Схід»

Зона відповідальності: Дніпропетровська, Донецька, Запорізька, Луганська, Харківська області.
Штаб командування у м. Дніпро (в/ч А1314).
- 17 окрема танкова бригада А3283, м. Кривий Ріг
- 53 окрема механізована бригада В0927, м. Сєвєродонецьк, м. Лисичанськ Луганської області
- 54 окрема механізована бригада В2970, м. Бахмут Донецької області
- 92 окрема механізована бригада А0501, с. Башкирівка Чугуївського району Харківської області
- 93-тя окрема механізована бригада «Холодний Яр» А1302, смт Черкаське Новомосковського району Дніпропетровської області
- 55-та окрема артилерійська бригада «Запорізька Січ» А1978, м. Запоріжжя
- 1039 зенітний ракетний полк А1964, смт Зарічне Новомосковського району Дніпропетровської області
- 74 окремий розвідувальний батальйон А1035, смт. Черкаське Новомосковського району Дніпропетровської області
- 188 командно-розвідувальний центр
- Регіональний центр радіоелектронної розвідки «Схід» (А0891 м. Харків)[8][9][10]
- 121 окремий полк зв'язку А1214, смт. Черкаське Новомосковського району Дніпропетровської області
- 368 інформаційно-телекомунікаційний вузол А2326, м. Дніпро
- 91 окремий полк оперативного забезпечення А0563, м. Охтирка Сумської області
- 532 окремий ремонтно-відновлювальний полк А3336, смт. Черкаське Новомосковського району Дніпропетровської області
- 502 окремий батальйон радіоелектронної боротьби А1828, смт. Черкаське Новомосковського району Дніпропетровської області
- 102 розрахунково-аналітична станція
- 227 окремий автомобільний батальйон А1823, м. Кривий Ріг Дніпропетровської області
- 133 окремий батальйон охорони і обслуговування А3750, м. Дніпро
- 78 окремий батальйон матеріального забезпечення В4756, м. Кривий Ріг Дніпропетровської області
- 239 загальновійськовий полігон
- інші спеціальні частини та частини забезпечення
- військові комісаріати

Окремий військово-сухопутний район — сухопутна територія Автономної Республіки Крим та міста Севастополь (належить до зони відповідальності оперативного командування «Південь» з урахуванням особливостей, визначених Законом України «Про забезпечення прав і свобод громадян та правовий режим на тимчасово окупованій території України»).

### Частини безпосереднього підпорядкування

#### Ракетні війська та артилерія
- 15 окрема бригада артилерійської розвідки
- 19 ракетна бригада
- 27 реактивна артилерійська бригада
- 43 окрема артилерійська бригада
- 107 реактивна артилерійська бригада

#### Армійська авіація
- 8 командний пункт армійської авіації
- 11 окрема бригада армійської авіації
- 12 окрема бригада армійської авіації
- 16 окрема бригада армійської авіації
- 18 окрема бригада армійської авіації
- 57 авіаційна база (регламенту, ремонту, зберігання та утилізації)

#### Інші
- 5 пост спеціального зв'язку Командування Сухопутних військ ЗСУ
- 96 окремий центр розвідки радіовипромінювань космічних об'єктів
- 169 пересувна ремонто-технічна база
- 1004 окремий батальйон охорони і обслуговування
- 3568 зенітна технічна ракетна база
- Окрема президентська бригада імені гетьмана Богдана Хмельницького

#### Навчальні заклади/частини
- 270-й відділ імітаційного моделювання бойових дій (м.Житомир)
- Національна академія Сухопутних військ імені гетьмана Петра Сагайдачного
  - 184 навчальний центр НАСВ, А2615, с. Старичі Яворівського району
    - навчальний танковий батальйон
    - 355-й навчальний механізований полк (в/ч А3211)
    - 356-й навчальний артилерійський полк (в/ч А3618)
    - 49-й окремий навчальний розвідувальний батальйон (в/ч А4138)
    - навчальний ремонтно-відновлювальний батальйон
    - 138 навчальний батальйон матеріального забезпечення (в/ч А2600)
    - Школа підготовки фахівців протитанкових ракетних комплексів

  - Військовий коледж сержантського складу
  - Міжнародний центр миротворчості та безпеки (в/ч А4150)
    - навчальний центр підготовки підрозділів (НЦПП)
      - 214-й батальйон позначення дій противника НЦПП
      - Центр імітаційного моделювання НЦПП[12]
- Військова академія (Одеса)
- 169 навчальний центр А0665, смт Десна Чернігівської області
  - 300 навчальний танковий полк, А1414
  - 354 навчальний механізований полк, А1048
  - 6 навчальний артилерійський полк А0473, с. Дівички Київської області
  - 507 окремий навчальний ремонтно-відновлювальний батальйон, А1317
  - 718 окремий навчальний автомобільний батальйон, А3838
  - 1121 окремий навчальний зенітний ракетний полк, А3435
- 201-й навчальний центр Головного управління оперативного забезпечення, А1884, м. Кам'янець-Подільський[13]
- 205-й навчальний центр тактичної медицини смт. Десна

### Корпус резерву
Бригади, що входять до Корпусу резерву — це кадровані частини які є Стратегічним резервом Генерального штабу, що комплектуються за рахунок резервістів другої черги. Збори з резервними частинами проводитимуться раз на 2 роки до 30 діб.
- 3 окрема танкова бригада[16]
- 5 окрема танкова бригада
- 11 окрема мотопіхотна бригада
- 14 окрема танкова бригада[17]
- 15 окрема механізована бригада
- 33 окрема механізована бригада
- 45 окрема артилерійська бригада[16]
- 60 окрема механізована бригада[16]
- 62 окрема механізована бригада[18]
- 63 окрема механізована бригада[16]
- 66 окрема механізована бригада
- 68 окрема єгерська бригада
- 71 окрема єгерська бригада
- 110 окрема механізована бригада
- 115 окрема механізована бригада
- частини забезпечення

### Формування 2018
- 4 окрема танкова бригада
- 130-й окремий розвідувальний батальйон, переміщення? Дубно[19][20][21]
- 38-ма окрема артилерійська бригада, смт.Попільня
- Берегове[22][23][24]
- міжвидовий центр підготовки ракетних військ і артилерії Дівички в/ч А2399[25][26][27]
- Центр підготовки підрозділів протиповітряної оборони Сухопутних військ А0000, Рівненська область

### Армійські корпуси 2023
- 7-й десантно-штурмовий корпус
- 9-й армійський корпус (м. Полтава)
- 10-й армійський корпус
- 11-й армійський корпус

## Військові частини за родами військ

### Танкові війська
Окремі батальйони:
- 12-й окремий танковий батальйон

### Механізовані війська
Бригади:
- 1-ша окрема важка механізована бригада
- 3-тя окрема важка механізована бригада
- 3-тя окрема штурмова бригада
- 4-та окрема важка механізована бригада
- 5-та окрема штурмова Київська бригада
- 5-та окрема важка механізована бригада
- 13-та окрема єгерська бригада
- 14-та окрема механізована бригада імені князя Романа Великого
- 17-та окрема важка механізована бригада імені Костянтина Пестушка
- 21-ша окрема механізована бригада
- 22-га окрема механізована бригада
- 23-тя окрема механізована бригада
- 24-та окрема механізована бригада імені короля Данила
- 28-ма окрема механізована бригада імені Лицарів Зимового Походу
- 30-та окрема механізована бригада імені князя Костянтина Острозького
- 31-ша окрема механізована бригада
- 32-га окрема механізована бригада
- 33-тя окрема механізована бригада
- 41-ша окрема механізована бригада
- 42-га окрема механізована бригада
- 43-тя окрема механізована бригада (Україна)
- 44-та окрема механізована бригада (Україна)
- 47-ма окрема механізована бригада «Ма́ґура»
- 53-тя окрема механізована бригада імені князя Володимира Мономаха
- 54-та окрема механізована бригада імені гетьмана Івана Мазепи
- 56-та окрема мотопіхотна Маріупольська бригада
- 57-ма окрема мотопіхотна бригада імені кошового отамана Костя Гордієнка
- 58-ма окрема мотопіхотна бригада імені гетьмана Івана Виговського
- 59-та окрема мотопіхотна бригада імені Якова Гандзюка
- 60-та окрема механізована Інгулецька бригада[16]
- 61-ша окрема механізована Степова бригада
- 63-тя окрема механізована бригада[28][16]
- 65-та окрема механізована бригада «Великий луг»
- 66-та окрема механізована бригада імені князя Мстислава Хороброго[29]
- 67-ма окрема механізована бригада
- 68-ма окрема єгерська бригада імені Олекси Довбуша
- 72-га окрема механізована бригада імені Чорних Запорожців
- 88-ма окрема механізована бригада
- 92-га окрема штурмова бригада імені кошового отамана Івана Сірка
- 93-тя окрема механізована бригада «Холодний Яр»
- 100-та окрема механізована бригада
- 110-та окрема механізована бригада імені генерала-хорунжого Марка Безручка
- 115-та окрема механізована бригада
- 116-та окрема механізована бригада
- 117-та окрема важка механізована бригада
- 118-та окрема механізована бригада
- 125-та окрема важка механізована бригада
- 128-ма окрема важка механізована бригада
- 129-та окрема важка механізована бригада
- 141-ша окрема механізована бригада
- 142-га окрема механізована бригада
- 143-тя окрема механізована бригада
- 144-та окрема механізована бригада
- 150-та окрема механізована бригада[30]
- 151-ша окрема механізована бригада[31]
- 152-га окрема єгерська бригада[32]
- 153-тя окрема механізована бригада[31]
- 154-та окрема механізована бригада
- 155-та окрема механізована бригада імені Анни Київської
- 156-та окрема механізована бригада[33]
- 157-ма окрема механізована бригада[33]
- 158-ма окрема механізована бригада[33]
- 159-та окрема механізована бригада[33]
- 160-та окрема механізована бригада
- 162-га окрема механізована бригада

Кадровані бригади:
- 11-та окрема мотопіхотна бригада

Окремі батальйони:
- 6-й окремий стрілецький батальйон
- 19-й окремий стрілецький батальйон
- 45-й окремий стрілецький батальйон
- 48-й окремий штурмовий батальйон
- 49-й окремий штурмовий батальйон Карпатської Січі ім. Олега Куцина
- 214-й окремий спеціальний батальйон OPFOR

Штурмові війська України

### Штурмові війська
- 1-й окремий штурмовий полк
- 33-й окремий штурмовий полк[34]
- 210-й окремий штурмовий полк[35]
- 225-й окремий штурмовий полк
- 425-й окремий штурмовий полк[36]

### Гірська піхота
- 10-та окрема гірсько-штурмова бригада
- 128-ма окрема гірсько-штурмова бригада

### Ракетні війська та артилерія
- 15-та окрема бригада артилерійської розвідки «Чорний ліс»
- 19-та ракетна бригада «Свята Варвара»
- 26-та артилерійська бригада
- 27-ма реактивна артилерійська бригада
- 38-ма окрема артилерійська бригада
- 40-ва окрема артилерійська бригада
- 43-тя окрема артилерійська бригада
- 44-та окрема артилерійська бригада
- 45-та окрема артилерійська бригада
- 47-ма окрема артилерійська бригада
- 48-ма окрема артилерійська бригада
- 49-та окрема артилерійська бригада
- 55-та окрема артилерійська бригада «Запорізька Січ»
- 107-ма реактивна артилерійська бригада

### Війська протиповітряної оборони
- 38-й зенітний ракетний полк[37]
- 39-й зенітний ракетний полк[38]
- 1020-й зенітний ракетно-артилерійський полк[39]
- 1027-й зенітний ракетно-артилерійський полк[40]
- 1039-й зенітний ракетний полк[41]
- 1121-й навчальний зенітний ракетний полк
- 1129-й зенітний ракетний полк[42]

### Армійська авіація[43]
- 8-й командний пункт армійської авіації
- 11-та окрема бригада армійської авіації
- 12-та окрема бригада армійської авіації
- 16-та окрема бригада армійської авіації
- 18-та окрема бригада армійської авіації

Навчальні заклади
- 169-й навчальний центр
- 184-й навчальний центр

Протитанкові частини:
- 91-й окремий протитанковий батальйон[44]
- 92-й окремий протитанковий батальйон[45]

Резервні частини:
- 178-й батальйон резерву[46]

Безпілотні частини
- 6-й зведений загін ударних БпАК «Вій»
- 20-й окремий полк безпілотних систем «К2»[47]
- 419-й окремий батальйон безпілотних систем[48]
- 420-й окремий батальйон безпілотних систем[49]
- 422-й окремий батальйон безпілотних систем[50]
- 425-й окремий полк безпілотних систем «Очі»[51]
- 427-й окремий полк безпілотних систем «Рарог»
- 429-й окремий полк безпілотних систем «АХІЛЛЕС»

### Армійські корпуси
- 3-й армійський корпус
- 8-й армійський корпус
- 9-й армійський корпус
- 10-й армійський корпус
- 11-й армійський корпус
- 12-й армійський корпус
- 14-й армійський корпус
- 15-й армійський корпус
- 16-й армійський корпус
- 17-й армійський корпус
- 18-й армійський корпус
- 19-й армійський корпус
- 20-й армійський корпус
- 21-й армійський корпус

## Спеціальні війська (забезпечення бойової діяльності)

### Розвідувальні частини
| Назва частини                        |  | Місце дислокації                       |
| ------------------------------------ |  | -------------------------------------- |
| 54 окремий розвідувальний батальйон  |  | м.Звягель Житомирська область          |
| 74 окремий розвідувальний батальйон  |  | смт Черкаське Дніпропетровська область |
| 120-й окремий розвідувальний полк    |  |                                        |
| 129 окремий розвідувальний батальйон |  | смт Нікольське Донецька область        |
| 130 окремий розвідувальний батальйон |  | м.Рівне Рівненська область             |
| 131 окремий розвідувальний батальйон |  | м.Калинів Львівська область            |
| 136 окремий розвідувальний батальйон |  |                                        |
| 143 окремий розвідувальний батальйон |  | Миколаївська область                   |
| 152-га розвідувальна рота            |  |                                        |

150-й окремий розвідувально - ударний батальйон

### Війська радіоелектронної боротьби
| Назва частини                                   |  | Місце дислокації                       |
| ----------------------------------------------- |  | -------------------------------------- |
| 20 окремий батальйон радіоелектронної боротьби  |  | м.Житомир Житомирська область          |
| 23 окрема рота радіоелектронної боротьби        |  |                                        |
| 201 окрема рота радіоелектронної боротьби       |  | Костопіль Рівненська область           |
| 436 окремий вузол радіоелектронної боротьби     |  | м.Львів Львівська область              |
| 502 окремий батальйон радіоелектронної боротьби |  | смт Черкаське Дніпропетровська область |

### Війська зв'язку
| Назва частини                             |                             | Місце дислокації                       |
| ----------------------------------------- | --------------------------- | -------------------------------------- |
| 5 окремий полк зв'язку                    |                             | м.Чернігів Чернігівська область        |
| 7 окремий полк зв'язку                    | Офіційна емблема підрозділу | м.Одеса Одеська область                |
| 55 окремий Петроківський полк зв'язку     |                             | м.Рівне Рівненська область             |
| 64 інформаційно-телекомунікаційний вузол  |                             | А1283, м. Одеса                        |
| 121 окремий полк зв'язку                  |                             | смт Черкаське Дніпропетровська область |
| 346 інформаційно-телекомунікаційний вузол |                             | А1548, м. Рівне                        |
| 367 інформаційно-телекомунікаційний вузол |                             | А2984, м. Чернігів                     |
| 368 інформаційно-телекомунікаційний вузол |                             | А2326, м. Дніпро                       |

### Інженерні війська
| Назва частини                                         |  | Місце дислокації                |
| ----------------------------------------------------- |  | ------------------------------- |
| 12 окремий полк оперативного забезпечення             |  | м.Звягель Житомирська область   |
| 16 окремий полк оперативного забезпечення             |  | c. Семенівка Запорізька область |
| 91 окремий полк оперативного забезпечення             |  | м.Охтирка Сумська область       |
| 703 окремий Вінницький полк оперативного забезпечення |  | м.Самбір Львівська область      |

### Автомобільні та дорожні війська
| Назва частини                       |  | Місце дислокації                      |
| ----------------------------------- |  | ------------------------------------- |
| 224 окремий автомобільний батальйон |  | м.Шепетівка Хмельницька область       |
| 225 окремий автомобільний батальйон |  | м.Балта Одеська область               |
| 226 окремий автомобільний батальйон |  | м.Бердичів Житомирська область        |
| 227 окремий автомобільний батальйон |  | м.Кривий Ріг Дніпропетровська область |

### Частини логістики
- 31 окремий ремонтно-відновлювальний полк А1536, м. Подільск Одеської області
- 50 окремий ремонтно-відновлювальний полк А1586, смт. Гуйва Житомирської області
- 146 окремий ремонтно-відновлювальний полк А2562, м. Золочів Львівської області
- 532 окремий ремонтно-відновлювальний полк А3336, смт. Черкаське Новомосковського району Дніпропетровської області
- 78 окремий батальйон матеріального забезпечення А0943 (В4756), м. Кривий Ріг Дніпропетровської області
- 181 окремий батальйон матеріального забезпечення А2925, м. Звягель Житомирської області
- 182 окремий батальйон матеріального забезпечення А1461, м. Бережани Тернопільської області
- 183 окремий батальйон матеріального забезпечення А1559, м. Балта Одеської області
- 145 окремий ремонтно-відновлювальний полк А1080, м. Миколаїв

### Війська радіаційного, хімічного та біологічного захисту
| Назва частини                                                  |  | Місце дислокації           |
| -------------------------------------------------------------- |  | -------------------------- |
| 704 окремий полк радіаційного, хімічного, біологічного захисту |  | м.Самбір Львівська область |

12 та 91 окремі полки ОЗ мають в своєму складі батальйони РХБЗ

### Інші військові частини
- 133 окремий батальйон охорони та обслуговування А3750, м. Дніпро
- 134 окремий батальйон охорони та обслуговуванняА1624, м. Чернігів
- 363 окремий батальйон охорони та обслуговування А1785, м. Одеса
- 394 окремий батальйон охорони та обслуговування А4240, м. Рівне
- 1004 окремий батальйон охорони та обслуговування А1937, м. Київ
- Полігони, бази (арсенали) зберігання озброєння та техніки, інші військові частини (установи)
- Обласні військові комісаріати (та м. Києва) з підпорядкованими районними (міськими) військовими комісаріатами
- Окрема президентська бригада
- 95-й окремий батальйон підтримки[55]